# اسماعیل یوکسک
اسماعیل یوکسک (انگلیسی: İsmail Yüksek؛ زادهٔ ۲۶ ژانویهٔ ۱۹۹۹) بازیکن فوتبال اهل ترکیه است.
از باشگاه‌هایی که در آن بازی کرده‌است می‌توان به باشگاه ورزشی آدانا دمیرسپور، باشگاه فوتبال فنرباغچه، و باشگاه فوتبال بورسااسپور اشاره کرد.
وی همچنین در تیم ملی فوتبال ترکیه بازی کرده‌است.